# Google.org
Google.org es la rama caritativa de Google, una compañía de motor de búsqueda en Internet que fue fundada en octubre de 2005. A la fecha de mayo de 2010, la organización ha entregado alrededor de 100 millones de dólares en donaciones e inversiones. 
Para fundar la organización, Google donó 3 millones de acciones durante su oferta pública inicial (IPO). A la fecha de marzo de 2012, las 3 millones de acciones de Google.org estaban valuadas en aproximadamente 1840 millones de dólares. En 2013, la corporación afirmó en su sitio web que había entregado «100 millones en donaciones, 60.000 horas y 1.000 millones de dólares en productos».

## Resumen

Logo de Google.org

La misión y el enfoque de Google.org han visto múltiples iteraciones a lo largo de los años, un enfoque que refleja otras divisiones dentro de Google en su esfuerzo por reasignar recursos hacia los métodos más significativos y efectivos. La estrategia general de la organización implica financiar el uso de tecnología, datos y diseño centrado en el usuario para hacer un mundo mejor, más rápido.
Google.org se considera parte de Google, a diferencia de una organización de Alphabet, bajo la formación de la empresa matriz de Alphabet en 2016. Para financiar la organización, Google otorgó tres millones de acciones durante su oferta pública inicial (OPI).[cita requerida] En 2014, la corporación declaró en su sitio web que dona $ 100,000,000 en subvenciones, 200,000 horas y $1 mil millones en productos cada año.

## Principales iniciativas
A partir de 2016, Google ha centrado la mayoría de sus esfuerzos en unos pocos temas clave, sobre la base de una premisa de igualdad y oportunidad.
- Justicia Racial. Es la primera gran organización de filantropía corporativa en asignar fondos para combatir la desigualdad racial en los Estados Unidos,[3][4] y ha financiado organizaciones como la Iniciativa de Igualdad de Justicia de Bryan Stevenson, la ACLU, el Ella Baker Center y Beyond12. En 2017, Google prometió $11 millones en subvenciones a varias organizaciones en relación con el prejuicio racial.[5]
- Educación y Habilidades Digitales. Además, Google.org financia proyectos relacionados con la educación, el desarrollo económico y la alfabetización digital en varias regiones.
- Discapacidades En años anteriores, Google ha financiado una serie de otras áreas. En 2015 anunciaron un esfuerzo de $20 millones[6] para utilizar la tecnología para mejorar las oportunidades y la igualdad de las personas con discapacidad, una de las pocas carteras enfocadas en este segmento de la población. Algunos lo señalaron como una lente única para la filantropía y un área temática que afecta aproximadamente a 1 de cada 7 personas en todo el mundo.[7] La iniciativa de otorgamiento de subvenciones resultó en una diversa gama de subvenciones, que incluyen prótesis impresas en 3D para víctimas de minas terrestres y niños con diferencias en las extremidades, herramientas de navegación impulsadas por balizas para personas con discapacidad visual, proyectos de análisis de datos para encontrar mejores herramientas y ayudas para personas con discapacidades cognitivas, y mejores sistemas de sujeción y cumplimiento para niños con pie zambo. Esta cartera finalizó en 2015.
- Respuesta a la crisis. Google.org también ha respondido a crisis en todo el mundo, brindando iniciativas que abordan los desafíos de la crisis de refugiados en Europa en 2016, la crisis del ébola en 2014 y el terremoto de Nepal en 2015. En muchos casos, ha sido uno de los mayores donantes La organización también entregó $250,000 a organizaciones que trabajan para atender a los residentes afectados por la crisis del agua de Flint.[8] En agosto de 2017, la compañía donó $250,000 al fondo de ayuda de la Cruz Roja para el huracán Harvey.

Google.org y Google en general también han apoyado una serie de causas, incluidos los derechos LGBTQ, los asuntos de los veteranos, la alfabetización digital y los derechos de los refugiados.

## Iniciativas anteriores
Las iniciativas anteriores de Google.org tomaron diferentes enfoques, generalmente centrados en la tecnología aplicada a la esfera social, de acuerdo con la marca de la empresa en torno a la tecnología y la innovación.
Entre sus primeros proyectos se encontraba un vehículo eléctrico híbrido enchufable producido en masa que puede alcanzar 100 mpg (millas por galón) (ver vehículo a la red).
En noviembre de 2007, Google.org anunció RE<C (Renewable Energy Cheaper Than Coal), un proyecto que invertirá varios cientos de millones de dólares para producir energía renovable con ganancias a partir de fuentes eólicas y solares, particularmente energía solar térmica. RE<C tiene el objetivo final de crear más de un gigavatio de energía (suficiente para alimentar una ciudad del tamaño de San Francisco) a partir de fuentes renovables que serían más baratas que la energía producida a partir del carbón.
El director desde 2006 hasta 2009 fue el Dr. Larry Brilliant. Al dejar el cargo, Brilliant fue reemplazada por Megan Smith, vicepresidenta de desarrollo de nuevos negocios de Google, y la organización comenzó a enfocarse en crear soluciones de ingeniería para problemas globales con proyectos como Google Flu Trends y Crisis Response, un esfuerzo para responder a los desastres naturales. Más tarde, Megan Smith se fue para unirse a la oficina de CTO bajo la administración de Obama, momento en el que Google.org comenzó a centrarse exclusivamente en sus iniciativas de donaciones benéficas bajo la dirección de Jacquelline Fuller, quien actualmente dirige la organización.
En 2010, Google donó más de 145 millones de dólares a instituciones académicas y sin fines de lucro. En el mismo año, Google fue nombrado el principal filántropo corporativo del Área de la Bahía por el San Francisco Business Times por donar $ 27,6 millones a organizaciones benéficas del Área de la Bahía. La empresa ha ganado el mismo premio durante varios años desde entonces, incluso en 2016 Los fondos benéficos provienen de Google.org, la Fundación Google y la propia empresa.
Un nuevo proyecto iniciado en junio de 2014 es Made with Code, utiliza programas de codificación para permitir que las niñas se interesen en la idea de la codificación y desarrollen más programadoras con el tiempo.

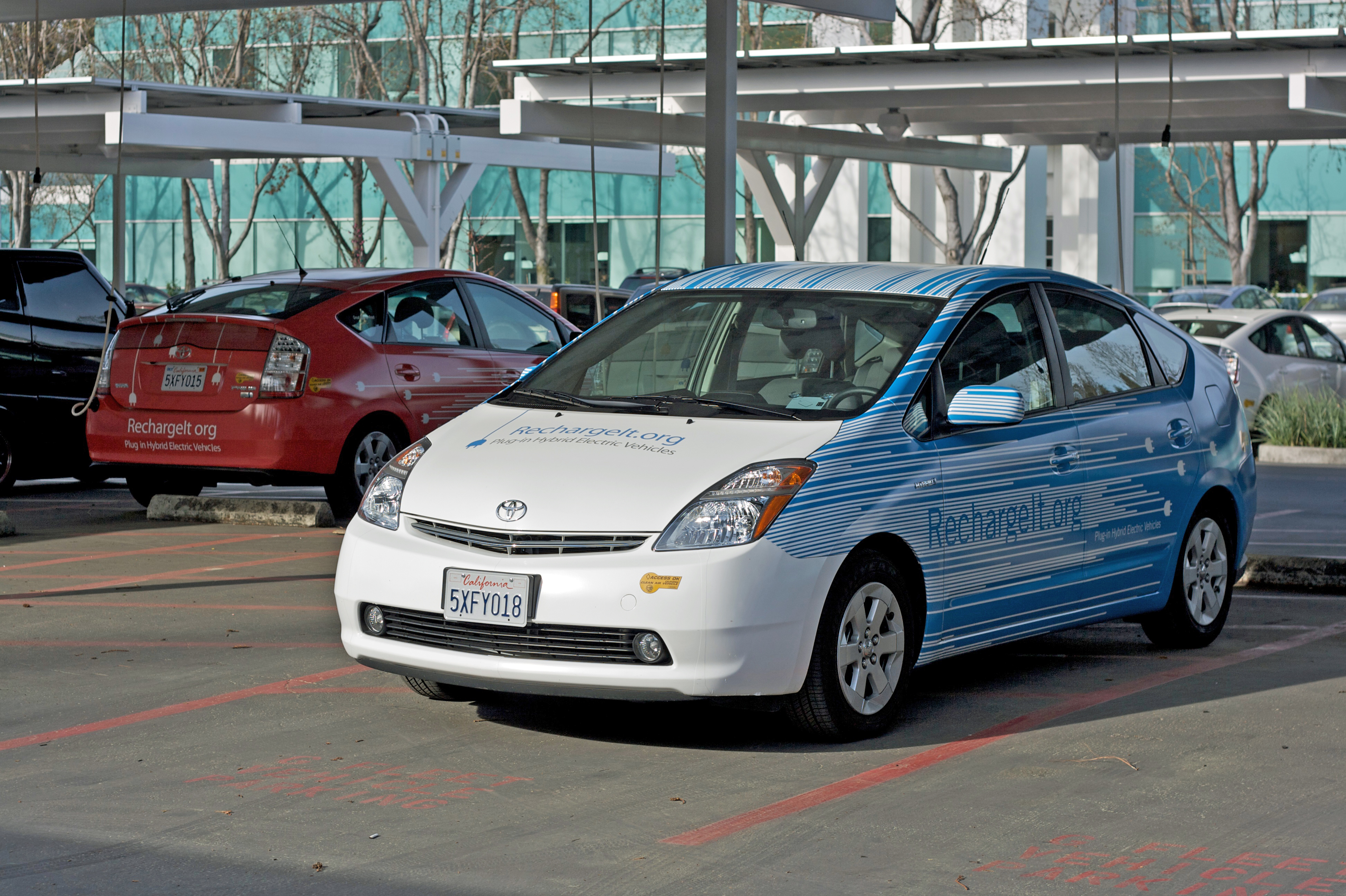
Los vehículos híbridos eléctricos RechargeIT convirtieron al Toyota Prius en el campus de Mountain View de Google.

Los principales proyectos actuales de Google.org en 2012 incluyeron:
- Google Crisis Response, que incluye: Google Person Finder, Google Public Alerts y Google Crisis Maps, que respaldan los esfuerzos de socorro en casos de desastre con herramientas e información críticas.[18]
- Google Flu[19] & Dengue Trends[6] que muestra estimaciones casi en tiempo real de la actividad de la enfermedad, según los resultados de búsqueda agregados
- Google para organizaciones sin fines de lucro[20] que brinda acceso gratuito o con descuento a algunos productos adicionales de Google para organizaciones sin fines de lucro.

Los proyectos de Google.org anteriores a 2012 incluyeron:
- Desarrollar energías renovables más baratas que el carbón (RE<C): crear electricidad a gran escala a partir de fuentes de energía renovables limpias que sea más barata que la electricidad producida a partir del carbón. Este proyecto comenzó en 2007 y se abandonó en 2011.[21] Aunque hubo avances técnicos,[22] no cumplió con su ambicioso objetivo.
- Acelerar la comercialización de vehículos eléctricos enchufables (RechargeIT): sembrar innovación, demostrar tecnología, informar el debate y estimular la demanda del mercado para fomentar la comercialización masiva de vehículos enchufables.
- Predecir y prevenir: identifique los "puntos críticos" y permita una respuesta rápida a las amenazas emergentes, como las enfermedades infecciosas y el riesgo climático.
- Informar y empoderar para mejorar los servicios públicos: utilice la información para empoderar a los ciudadanos y las comunidades, los proveedores y los formuladores de políticas para mejorar la prestación de servicios públicos esenciales (como educación, salud, agua y saneamiento) en el mundo en desarrollo.[cita requerida]
- Impulsar el crecimiento de las pequeñas y medianas empresas: aumentar el flujo de capital de riesgo a las pequeñas y medianas empresas en el mundo en desarrollo.[cita requerida]

## Energía renovable
En 2008, Google.org se unió a una serie de iniciativas de energía renovable, que incluyen:
- Invirtiendo $130 millones en eSolar para plantas termosolares.
- Presentando en el Foro de Financiamiento de Energía Renovable -Wall Street, realizado el 18 y 19 de junio de 2008 en el Hotel Waldorf-Astoria. El Director de Iniciativas de Energía y Cambio Climático de Google.org, Dan Reicher, presidirá los comentarios de apertura.[23]
- Invertir $ 10 millones en Makani Power para sistemas de cometas que aprovechan las corrientes en chorro.
- Presentación de una solicitud de patente para centros de datos flotantes alimentados por energía de las olas.
- Invirtió en AltaRock Energy, el primer proyecto de demostración de EE. UU. de sistemas geotérmicos mejorados para crear energía renovable a través de la energía geotérmica.[24]

Google.org comenzó a alejarse de las iniciativas de energía renovable entre 2010 y 2013, ya que Google optó por llevar su trabajo de energía renovable a áreas de productos formales bajo el liderazgo de Larry Alder y Craig Barrett. Se publicó una retrospectiva de los aprendizajes de este esfuerzo en IEEE Spectrum como What it Would Really Take to Reverse Climate Change (en español: “Lo que realmente se necesitaría para revertir el cambio climático”).